# New Paris, Ohio
New Paris là một làng thuộc quận Preble, tiểu bang Ohio, Hoa Kỳ. Năm 2010, dân số của làng này là 1629 người.

## Dân số
- Dân số năm 2000: 1623 người.
- Dân số năm 2010: 1629 người.